# Coupe de la Ligue anglaise de football 2009-2010
Navigation
Édition précédente Édition suivante
La Coupe de la ligue anglaise de football 2009-2010 est la 50e édition de la Coupe de la ligue anglaise de football, connue également sous le nom de Carling Cup.
La compétition débute le 10 août 2009 avec le Premier tour et se termine le 28 février 2010 avec la finale à Wembley. Le tenant du titre, Manchester United, conserve son trophée en battant Aston Villa sur le score de 2 buts à 1.

## Premier tour
|                                                     | Équipe à domicile   | Score1 | Équipe à l'extérieur | Spectateurs |
| --------------------------------------------------- | ------------------- | ------ | -------------------- | ----------- |
| 1                                                   | Accrington Stanley  | 2 – 1  | Walsall              | 1,041       |
| 2                                                   | Huddersfield Town   | 3 – 1  | Stockport County     | 5,120       |
| 3                                                   | Rotherham United    | 2 – 1  | Derby County         | 4,345       |
| 4                                                   | Tranmere Rovers     | 4 – 0  | Grimsby Town         | 3,527       |
| 5                                                   | Sheffield Wednesday | 3 – 0  | Rochdale             | 6,696       |
| 6                                                   | Bury                | 0 – 2  | West Bromwich Albion | 3,077       |
| 7                                                   | Notts County        | 0 – 1  | Doncaster Rovers     | 4,893       |
| 8                                                   | Lincoln City        | 0 – 1  | Barnsley             | 3,635       |
| 9                                                   | Scunthorpe United   | 2 – 1  | Chesterfield         | 2,501       |
| 10                                                  | Coventry City       | 0 – 0  | Hartlepool United    | 6,055       |
| Hartlepool United s’impose 1 – 0 après prolongation |                     |        |                      |             |
| 11                                                  | Darlington          | 0 – 1  | Leeds United         | 4,487       |
| 12                                                  | Preston North End   | 5 – 1  | Morecambe            | 5,407       |
| 13                                                  | Crewe Alexandra     | 1 – 2  | Blackpool            | 2,991       |
| 14                                                  | Carlisle United     | 1 – 0  | Oldham Athletic      | 2,509       |
| 15                                                  | Nottingham Forest   | 3 – 0  | Bradford City        | 4,639       |
| 16                                                  | Macclesfield Town   | 0 – 2  | Leicester City       | 2,197       |
| 17                                                  | Sheffield United    | 1 – 2  | Port Vale            | 7,627       |

|                                                                        | Équipe à domicile  | Score1 | Équipe à l'extérieur   | Spectateurs |
| ---------------------------------------------------------------------- | ------------------ | ------ | ---------------------- | ----------- |
| 1                                                                      | Cardiff City       | 3 – 1  | Dagenham & Redbridge   | 5,545       |
| 2                                                                      | Wycombe Wanderers  | 0 – 4  | Peterborough United    | 2,078       |
| 3                                                                      | Southampton        | 2 – 0  | Northampton Town       | 10,921      |
| 4                                                                      | Barnet             | 0 – 0  | Watford                | 3,139       |
| Watford s’impose 2 – 0 après prolongation                              |                    |        |                        |             |
| 5                                                                      | Hereford United    | 0 – 0  | Charlton Athletic      | 2,017       |
| Hereford United s’impose 1 – 0 après prolongation                      |                    |        |                        |             |
| 6                                                                      | Bristol Rovers     | 2 – 1  | Aldershot Town         | 3,644       |
| 7                                                                      | Millwall           | 4 – 0  | AFC Bournemouth        | 3,552       |
| 8                                                                      | Gillingham         | 2 – 1  | Plymouth Argyle        | 3,306       |
| 9                                                                      | Colchester United  | 1 – 2  | Leyton Orient          | 3,308       |
| 10                                                                     | Reading            | 5 – 1  | Burton Albion          | 5,893       |
| 11                                                                     | Exeter City        | 0 – 5  | Queens Park Rangers    | 4,614       |
| 12                                                                     | Cheltenham Town    | 1 – 2  | Southend United        | 1,918       |
| 13                                                                     | Brentford          | 0 – 1  | Bristol City           | 3,024       |
| 14                                                                     | Yeovil Town        | 0 – 4  | Norwich City           | 3,860       |
| 15                                                                     | Crystal Palace     | 2 – 1  | Torquay United         | 3,140       |
| 16                                                                     | Milton Keynes Dons | 1 – 4  | Swindon Town           | 4,812       |
| 17                                                                     | Swansea City       | 3 – 0  | Brighton & Hove Albion | 6,400       |
| 18                                                                     | Shrewsbury Town    | 3 – 3  | Ipswich Town           | 4,184       |
| 3 – 3 après prolongation – Ipswich Town s’impose 4 – 2 aux tirs au but |                    |        |                        |             |

## Deuxième tour
Ce tour marque l'entrée des 13 équipes de la Premier League qui ne sont pas engagées en compétition européenne.
|                                                                                   | Équipe à domicile       | Score1 | Équipe à l'extérieur | Spectateurs |
| --------------------------------------------------------------------------------- | ----------------------- | ------ | -------------------- | ----------- |
| 1                                                                                 | West Bromwich Albion    | 2 – 2  | Rotherham United     | 10,659      |
| West Bromwich Albion s’impose 4 – 3 après prolongation                            |                         |        |                      |             |
| 2                                                                                 | Norwich City            | 1 – 4  | Sunderland           | 12,345      |
| 3                                                                                 | Tranmere Rovers         | 0 – 1  | Bolton Wanderers     | 5,381       |
| 4                                                                                 | Queens Park Rangers     | 2 – 1  | Accrington Stanley   | 5,203       |
| 5                                                                                 | Bristol City            | 0 – 2  | Carlisle United      | 6,359       |
| 6                                                                                 | Leyton Orient           | 0 – 0  | Stoke City           | 2,742       |
| Stoke City s’impose 1 – 0 après prolongation                                      |                         |        |                      |             |
| 7                                                                                 | Port Vale               | 2 – 0  | Sheffield Wednesday  | 6,667       |
| 8                                                                                 | Hull City               | 3 – 1  | Southend United      | 7,994       |
| 9                                                                                 | Leeds United            | 1 – 1  | Watford              | 14,681      |
| Leeds United s’impose 2 – 1 après prolongation                                    |                         |        |                      |             |
| 10                                                                                | Cardiff City            | 3 – 1  | Bristol Rovers       | 9,767       |
| 11                                                                                | Portsmouth              | 4 – 1  | Hereford United      | 6,645       |
| 12                                                                                | Crystal Palace          | 0 – 2  | Manchester City      | 14,725      |
| 13                                                                                | Wolverhampton Wanderers | 0 – 0  | Swindon Town         | 11,416      |
| 0 – 0 après prolongation – Wolverhampton Wanderers s’impose 6 – 5 aux tirs au but |                         |        |                      |             |
| 14                                                                                | Gillingham              | 1 – 3  | Blackburn Rovers     | 7,203       |
| 15                                                                                | Blackpool               | 4 – 1  | Wigan Athletic       | 8,089       |
| 16                                                                                | Southampton             | 1 – 2  | Birmingham City      | 11,753      |
| 17                                                                                | Preston North End       | 2 – 1  | Leicester City       | 6,977       |
| 18                                                                                | Newcastle United        | 4 – 3  | Huddersfield Town    | 23,815      |
| 19                                                                                | West Ham United         | 1 – 1  | Millwall             | 24,492      |
| West Ham United s’impose 3 – 1 après prolongation                                 |                         |        |                      |             |
| 20                                                                                | Hartlepool United       | 1 – 1  | Burnley              | 3,501       |
| Burnley s’impose 2 – 1 après prolongation                                         |                         |        |                      |             |
| 21                                                                                | Nottingham Forest       | 1 – 1  | Middlesbrough        | 8,838       |
| Nottingham Forest s’impose 2 – 1 après prolongation                               |                         |        |                      |             |
| 22                                                                                | Reading                 | 1 – 2  | Barnsley             | 5,576       |
| 23                                                                                | Swansea City            | 1 – 2  | Scunthorpe United    | 7,321       |
| 24                                                                                | Doncaster Rovers        | 1 – 5  | Tottenham Hotspur    | 12,923      |
| 25                                                                                | Peterborough United     | 2 – 1  | Ipswich Town         | 5,451       |

1 Score après 90 minutes

## Troisième tour
Ce tour marque l'entrée des 7 équipes de la Premier League engagées en compétition européenne.
|                                                     | Équipe à domicile   | Score1 | Équipe à l'extérieur    | Spectateurs |
| --------------------------------------------------- | ------------------- | ------ | ----------------------- | ----------- |
| 1                                                   | Arsenal             | 2 – 0  | West Bromwich Albion    | 56,592      |
| 2                                                   | Chelsea             | 1 – 0  | Queens Park Rangers     | 37,781      |
| 3                                                   | Bolton Wanderers    | 1 – 1  | West Ham United         | 8,050       |
| Bolton Wanderers s'impose 3 – 1 après prolongation  |                     |        |                         |             |
| 4                                                   | Barnsley            | 3 – 2  | Burnley                 | 6,270       |
| 5                                                   | Hull City           | 0 – 4  | Everton                 | 13,558      |
| 6                                                   | Leeds United        | 0 – 1  | Liverpool               | 38,168      |
| 7                                                   | Manchester United   | 1 – 0  | Wolverhampton Wanderers | 51,160      |
| 8                                                   | Manchester City     | 1 – 1  | Fulham                  | 24,507      |
| Manchester City s'impose 2 – 1 après prolongation   |                     |        |                         |             |
| 9                                                   | Sunderland          | 2 – 0  | Birmingham City         | 20,576      |
| 10                                                  | Peterborough United | 2 – 0  | Newcastle United        | 10,298      |
| 11                                                  | Carlisle United     | 1 – 3  | Portsmouth              | 7,042       |
| 12                                                  | Nottingham Forest   | 0 – 1  | Blackburn Rovers        | 11,553      |
| 13                                                  | Stoke City          | 4 – 3  | Blackpool               | 13,957      |
| 14                                                  | Scunthorpe United   | 0 – 0  | Port Vale               | 3,383       |
| Scunthorpe United s'impose 2 – 0 après prolongation |                     |        |                         |             |
| 15                                                  | Preston North End   | 1 – 5  | Tottenham Hotspur       | 16,533      |
| 16                                                  | Aston Villa         | 1 – 0  | Cardiff City            | 22,527      |

1 Score après 90 minutes

## Quatrième tour
|                                                                       | Équipe à domicile | Score1 | Équipe à l'extérieur | Spectateurs |
| --------------------------------------------------------------------- | ----------------- | ------ | -------------------- | ----------- |
| 1                                                                     | Blackburn Rovers  | 5 – 2  | Peterborough United  | 8,419       |
| 2                                                                     | Manchester City   | 5 – 1  | Scunthorpe United    | 36,358      |
| 3                                                                     | Tottenham Hotspur | 2 – 0  | Everton              | 35,843      |
| 4                                                                     | Barnsley          | 0 – 2  | Manchester United    | 20,019      |
| 5                                                                     | Chelsea           | 4 – 0  | Bolton Wanderers     | 41,538      |
| 6                                                                     | Sunderland        | 0 – 0  | Aston Villa          | 27,666      |
| 0 – 0 après prolongation – Aston Villa s'impose 3 – 1 aux tirs au but |                   |        |                      |             |
| 7                                                                     | Arsenal           | 2 – 1  | Liverpool            | 60,004      |
| 8                                                                     | Portsmouth        | 4 – 0  | Stoke City           | 11,251      |

1 Score après 90 minutes

## Quarts de finale
| 1er décembre 2009 | Portsmouth                  | 2 – 4 | Aston Villa                                       | Fratton Park, Portsmouth                                |                                                         |
| 19:45             | Petrov 10e (csc) · Kanu 87e |       | Heskey 12e · Milner 27e · Downing 74e · Young 89e | Spectateurs : 17 034 Arbitrage : Lee Mason (Lancashire) | Spectateurs : 17 034 Arbitrage : Lee Mason (Lancashire) |
| 19:45             | Rapport                     |       |                                                   | Spectateurs : 17 034 Arbitrage : Lee Mason (Lancashire) | Spectateurs : 17 034 Arbitrage : Lee Mason (Lancashire) |

| 1er décembre 2009 | Manchester United | 2 – 0 | Tottenham Hotspur | Old Trafford, Manchester                                          |                                                                   |
| 20:00             | Gibson 17e 39e    |       |                   | Spectateurs : 57 212 Arbitrage : Mark Clattenburg (County Durham) | Spectateurs : 57 212 Arbitrage : Mark Clattenburg (County Durham) |
| 20:00             | Rapport           |       |                   | Spectateurs : 57 212 Arbitrage : Mark Clattenburg (County Durham) | Spectateurs : 57 212 Arbitrage : Mark Clattenburg (County Durham) |

| 2 décembre 2009 | Manchester City                             | 3 – 0 | Arsenal | City of Manchester Stadium, Manchester                  |                                                         |
| 19:45           | Tévez 50e · Wright-Phillips 69e · Weiss 89e |       |         | Spectateurs : 46 015 Arbitrage : Chris Foy (Merseyside) | Spectateurs : 46 015 Arbitrage : Chris Foy (Merseyside) |
| 19:45           | Rapport                                     |       |         | Spectateurs : 46 015 Arbitrage : Chris Foy (Merseyside) | Spectateurs : 46 015 Arbitrage : Chris Foy (Merseyside) |

| 2 décembre 2009 | Blackburn Rovers                                | 3 – 3 (a.p)       | Chelsea                                       | Ewood Park, Blackburn                                       |                                                             |
| 20:00           | Kalinić 9e · Emerton 64e · McCarthy 93e (pen.)  |                   | Drogba 48e · Kalou 52e · Ferreira 120+2e      | Spectateurs : 18 136 Arbitrage : Alan Wiley (Staffordshire) | Spectateurs : 18 136 Arbitrage : Alan Wiley (Staffordshire) |
| 20:00           | Rapport                                         |                   |                                               | Spectateurs : 18 136 Arbitrage : Alan Wiley (Staffordshire) | Spectateurs : 18 136 Arbitrage : Alan Wiley (Staffordshire) |
| 20:00           | McCarthy · Emerton · Grella · Kalinić · Hoilett | Tirs au but 4 – 3 | Ballack · Drogba · Malouda · Zhirkov · Kakuta | Spectateurs : 18 136 Arbitrage : Alan Wiley (Staffordshire) | Spectateurs : 18 136 Arbitrage : Alan Wiley (Staffordshire) |

## Demi-finales
Les rencontres étaient d'abord prévues pour les 5, 6, 19 et 20 janvier, mais la vague de froid a fait reporter les deux matchs aller.

### Match aller
| 14 janvier 2010 | Blackburn Rovers | 0 – 1 | Aston Villa | Ewood Park, Blackburn                                             |                                                                   |
| 20:00           |                  |       | Milner 23e  | Spectateurs : 18 595 Arbitrage : Mark Clattenburg (County Durham) | Spectateurs : 18 595 Arbitrage : Mark Clattenburg (County Durham) |
| 20:00           | Rapport          |       |             | Spectateurs : 18 595 Arbitrage : Mark Clattenburg (County Durham) | Spectateurs : 18 595 Arbitrage : Mark Clattenburg (County Durham) |

| 19 janvier 2010 | Manchester City      | 2 – 1 | Manchester United | City of Manchester Stadium, Manchester                |                                                       |
| 19:45           | Tévez 42e (pen.) 65e |       | Giggs 17e         | Spectateurs : 46 067 Arbitrage : Mike Dean (Cheshire) | Spectateurs : 46 067 Arbitrage : Mike Dean (Cheshire) |
| 19:45           | Rapport              |       |                   | Spectateurs : 46 067 Arbitrage : Mike Dean (Cheshire) | Spectateurs : 46 067 Arbitrage : Mike Dean (Cheshire) |

### Match retour
| 20 janvier 2010 | Aston Villa                                                                                       | 6 - 4 | Blackburn Rovers                           | Villa Park, Birmingham                                            |                                                                   |
| 19:45           | Warnock 30e · Milner 40e (pen.) · Nzonzi 53e (csc) · Agbonlahor 58e · Heskey 62e · A. Young 90+3e |       | Kalinić 10e 26e · Olsson 63e · Emerton 84e | Spectateurs : 40 406 Arbitrage : Martin Atkinson (West Yorkshire) | Spectateurs : 40 406 Arbitrage : Martin Atkinson (West Yorkshire) |
| 19:45           | Rapport                                                                                           |       |                                            | Spectateurs : 40 406 Arbitrage : Martin Atkinson (West Yorkshire) | Spectateurs : 40 406 Arbitrage : Martin Atkinson (West Yorkshire) |

| 27 janvier 2010 | Manchester United                        | 3 - 1 | Manchester City | Old Trafford, Manchester                                       |                                                                |
| 20:00           | Scholes 52e · Carrick 71e · Rooney 90+2e |       | Tévez 76e       | Spectateurs : 74 576 Arbitrage : Howard Webb (South Yorkshire) | Spectateurs : 74 576 Arbitrage : Howard Webb (South Yorkshire) |
| 20:00           | Rapport                                  |       |                 | Spectateurs : 74 576 Arbitrage : Howard Webb (South Yorkshire) | Spectateurs : 74 576 Arbitrage : Howard Webb (South Yorkshire) |

## Finale
| 28 février 2010 | Aston Villa            | 1 - 2 | Manchester United     | Wembley Stadium, Londres                                   |                                                            |
| 16:00           | James Milner 5e (pen.) |       | Owen 12e · Rooney 74e | Spectateurs : 88 596 Arbitrage : Phil Dowd (Staffordshire) | Spectateurs : 88 596 Arbitrage : Phil Dowd (Staffordshire) |
| 16:00           | Rapport                |       |                       | Spectateurs : 88 596 Arbitrage : Phil Dowd (Staffordshire) | Spectateurs : 88 596 Arbitrage : Phil Dowd (Staffordshire) |